# Anti-Flag
Anti-Flag é uma banda estadunidense de punk de protesto/anarcopunk formada em Pittsburgh, Pensilvânia. Apesar de modesto início, a banda ganhou certa popularidade fazendo turnês em quatro continentes.

## Integrantes

### Formação atual[2]
- Justin Sane - vocal e guitarra líder (1988-1989, 1993-presente)
- Chris #2 - baixo e vocal de apoio (1999-presente)
- Chris Head - guitarra rítmica e vocal de apoio (1997-presente)
- Pat Thetic - bateria e percussão (1988-1989, 1993-presente)

### Ex-integrantes
- Lucy Fester - baixo (1988-1989)
- Andy Flag - baixo e vocal de apoio (1993-1996)
- Jamie Cock - baixo e vocal de apoio (1997-1999)

### Membros de turnê
- Brian Curran (1997)
- Sean Whealen (1998)

## Discografia

### Álbuns de estúdio
- Die for the Government (1996)
- A New Kind of Army (1999)
- Underground Network (2001)
- Mobilize (2002)
- The Terror State (2003)
- For Blood and Empire (2006)
- The Bright Lights of America (2008)
- The People or the Gun (2009)
- The General Strike (2012)
- American Spring (2015)
- American Fall (2017)
- 20/20 Vision (2020)